# Rigadin persécuté par Octavie
 (juillet 2025).
Pour plus de détails, voir Fiche technique et Distribution.
Rigadin persécuté par Octavie est un film muet français réalisé par Georges Monca, sorti en 1917.

## Fiche technique
- Titre : Rigadin persécuté par Octavie
- Réalisation : Georges Monca
- Scénario :
- Photographie :
- Montage :
- Société de production : Pathé Frères
- Société de distribution : Pathé Frères
- Pays de production :  France
- Langue : film muet avec les intertitres en français
- Métrage : 400 mètres
- Format : Noir et blanc — 35 mm — 1,33:1 — Muet
- Genre :  Comédie
- Durée : 13 minutes et 20 secondes
- N° catalogue Pathé : 7888
- Date de sortie : 
  - France : 11 mai 1917

## Distribution
- Charles Prince : Rigadin
- Lucy Mareil
- Germaine Risse
- Marcelle Praince